# Xenocatantops parazernyi
Xenocatantops parazernyi är en insektsart som beskrevs av Nicholas David Jago 1982. Xenocatantops parazernyi ingår i släktet Xenocatantops och familjen gräshoppor. Inga underarter finns listade i Catalogue of Life.